# 地下室
地下室（ちかしつ、英: basement）は、地面より低い場所、いわゆる地下空間に位置する人工構造物のうち、室内空間を保持していて部屋としての機能を有するものを指す。

## 概要

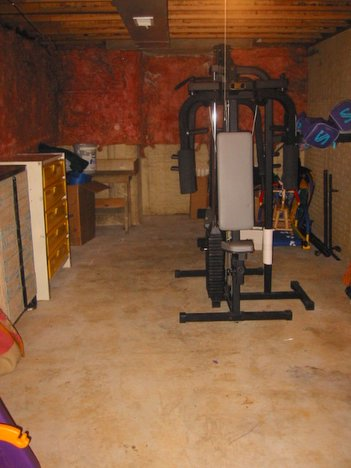
地下室の一例

地下室は、家やビルなどの建物を建てる際、地上だけでは要求するスペースが足りない場合などに地下のスペースを有効活用するために作られることが多い。また、地上階では果たせない地下ならではの役割もある。暖かい空気は上へ昇るという性質から、地下室の内部は地上よりも温度や湿度が低い。そのためワインを保存するのに適している。ただし、木造家屋・壁が薄い場合・新築RC建築物・地下水の存在などの条件下では湿度が高くなり、完成から1年程度は様子を見ながら使用する。特に地下水の多い都市や川沿いの土地の場合、地下室は地下水の浸透による壁面のひび割れなどの恐れがある。
地下形態には部分地下、総地下、総敷地総地下の3種がある。また、地盤面との関係では地階と半地下に分けられる。日本の建築基準法上は床面から地盤面までの高さがその階の天井の高さの3分の1以上あれば地階、それに当てはまらないものを半地下という。
地下室に自然光を導入する方法として、ドライエリア (からぼり)を設ける・トップライトを設けるなどがある。ドライエリアとは、地下室の周囲を掘り下げた空間のことであり、採光のほかにも、閉塞感の解消、避難経路の確保、通風の確保などの機能がある。
地下の階数の数え方は地上のとは逆で、地面を基準に下に向かっていく度に地下何階という数字が増えていく。略式表示は地上の場合1階であれば「1F」（F = Floor）と表示されるが、地下1階の場合「B1」（B = Basement）表示される。日本ではB1Fという表記も使われるがこれは誤りである。

## 地下室付住宅

### 欧米
ヨーロッパの家では食料の保管庫として地下に「セラー（cellar）」と呼ばれる部屋を設けている。アメリカ合衆国では約4割の住宅が地下室を有する。

### 日本
1989年の統計では日本の全住宅着工戸数に占める地下室付住宅の割合は約0.5%だった（建設省住宅局「地下室住宅新時代」）。
明治時代に穴蔵が廃れて以来、日本の個人住宅では富裕層の洋館など一部の例を除き地下の利用はされなかった。温暖湿潤で降水量の多い日本の気候が地下空間に適していないことが背景にあった。また、以前の建築基準法には地下室の具体的な設置基準が示されておらず、自治体の許認可の段階で事実上の禁止状態にあったためである。建物下に大きな地下空間が存在すると基礎強度に悪影響し耐震性の懸念も生じる。平成元年(1989)に建設省が「住宅の居室を地下に設ける場合の指導指針」を示し、個人宅での地下利用に道が開かれた。さらに、1994年に建築基準法が改正されて地下室による容積率の緩和が法律上も認められたが、集合住宅への適用を除外しなかったことからこれを（法律制定意図とは異なる形で）利用した地下室マンションが各地に作られ、社会問題となった。加えて産業廃棄物の処理規定の強化により、大量に発生する掘削残土や瓦礫の処理費用が個人宅レベルでも数百万円単位で加わることも逆風となっている。

## シェルターとしての利用
また、地下シェルターなどの防空壕として地下空間を開発しておくと戦争状態や自然災害のときに安全である。実際に、ヨーロッパの家屋の地下室・食料庫は、第二次世界大戦時の空襲からの避難場所や敵軍からの逃げ場所として活用された。スイスでは、かつては各家庭に核シェルターを設置することが義務付けられていた。現在も公共施設等には核シェルターの設置が義務付けられており、『民間防衛』の中では地下室を有事の際に防護設備として使えるよう解説がなされている。韓国でも同様である。
19世紀までのアメリカ中西部では、竜巻に備えて住宅に「ストームセラー」と呼ばれる地下シェルターを作る習慣があった。ボームの児童小説『オズの魔法使い』の冒頭シーンでは、ストームセラーに逃げ込み遅れたヒロインが家ごと竜巻に飛ばされる描写がある。原子力発電所でもハリケーンや竜巻被災を想定して非常用電源などの設備は地下に設けることが多いが、福島第一原子力発電所は米国の設計を採用したことが東日本大震災における電源喪失事態の一因になったとされる。

## 災害時の対応
地震などの災害時には、地下室に人間が閉じこめられる場合があり、捜索の際には崩落の防止や進路の確保が要点となる。
ビル火災においては、特に駐車場火災の際の漏電対策として、不活性ガス消火設備が設置されている場合がある。ガスの種類によっては作動現場にいると窒息の危険があり、日本でも、この設備が誤作動した地下駐車場内に立ち入った警備員2名が酸欠死した事故などが発生している。